# 小堀正之
小堀 正之（こぼり まさゆき）は、江戸時代前期の大名。近江国小室藩2代藩主。別名は政俊。官位は従五位下・備中守。小室藩小堀家3代。号は宗慶。

## 略歴
元和6年（1620年）、初代藩主で芸術家としても有名な小堀政一（小堀遠州）の次男として伏見にて誕生。母は藤堂高虎の養女。幼名を雅楽、後に大膳と改める。
幼少の頃から父・政一から茶道の手ほどきを受ける。松花堂昭乗に師事し能書家としても知られており、寛永5年（1628年）には齢9つにして宮中に召されて後水尾天皇の御前で揮毫したと伝えられている。正保4年（1647年）、父の死去により跡を継いだ。政一の茶人としての業績をまとめ、遠州流茶道の基礎を築いた。
延宝2年（1674年）8月24日、持病の腫物の悪化により死去し、跡を長男・政恒が継いだ。法号は興雲院。墓所は東京都練馬区桜台の広徳寺。

## 系譜
- 父：小堀政一（1579-1647）
- 母：藤堂高虎の養女 - 藤堂良政の娘
- 正室：建部政長の娘
- 継室：森川氏之の娘
  - 長男：小堀政恒（1649-1694）
- 生母不明の子女
  - 女子：松井松平康寛正室
  - 女子：水野重職室